# Ковганюк Степан Петрович
Степа́н Петро́вич Ковганю́к (* 13 (26) квітня 1902, Онопріївка — сучасний Тальнівський район — † 26 серпня 1982) — український письменник і перекладач радянських часів. Лауреат літературної премії УРСР ім. Максима Рильського 1975 року — за переклади творів М. Шолохова та праці з теорії і практики перекладу. Заслужений діяч культури ПНР.

## Життєпис
Походить із селянської родини. 1930 року вийшла його перша збірка оповідань «Маневри». Першим переклав оповідання білоруського письменника Василя Коваля «Жнива» — 1931.
Учасник Другої світової війни: водив у бій розвідників стрілецького полку. В післявоєнні роки працює в царині художнього перекладу — у пресі та видавництві; переклав українською мовою низку творів італійських, білоруських (Василя Коваля, Івана Шамякіна), польських (Стефана Жеромського, Б. Пруса, Г. Сенкевича) та російських письменників (О. Герцена, І. Гончарова, М. Помяловського, Олексія Толстого, І. Тургенєва, М. Шолохова). Брав участь у перекладі тритомника Ярослава Івашкевича «Честь і слава».
Працював літературним редактором видання «Чорноморська комуна» (згодом — «Чорноморські новини»).
Нагороджений орденами Слави, «Знак Пошани», багатьма медалями.
Автор книги «Практика перекладу: з досвіду перекладача», Дніпро, 1968.